# 越南女性配偶在臺灣
越南女性配偶在臺灣代表臺灣男性與越南女性配偶之間的婚姻，這些越南女性配偶大多來自越南貧困的農村地區，例如湄公河三角洲沿岸地區。截至2006年，臺灣移民人口約有428,240（1991年為30,288人），其中18%是經由婚姻移居臺灣的女性。在這些人口中，約85%來自越南、印度尼西亞、泰國和菲律賓等東南亞國家，其中大多數來自越南。據估計，1995年至2003年間，與臺灣男性結婚的越南女性人數從1,476人增加到6萬多人，使越南人成為臺灣島上最大的非華人移民群體。這一事件在國內外都被視為可能演變成一個令人擔憂的社會和人道主義議題。這個問題不只存在於臺灣，也存在於中國大陸華南各省以及香港和澳門。在任何情況下，這些做法都是非法的，並被歸類為人口販運。

## 移民婚姻過程
單身、年老且貧窮的臺灣男性（以及中國男性）通常會尋找越南妻子（她們也往往很貧窮且來自貧困地區），通常會向經紀人支付約7,000美元至10,000美元的費用。隨後他們訪問了越南，在那裡他們參觀並被介紹給了一些潛在的「新娘」。男人從他遇到的女人中選擇一位新娘，如果可以安排，他們結婚，新娘搬到臺灣和中國。大多數牽線搭橋都是透過仲介進行的。臺灣男子在臺灣通常會聯絡當地的仲介代理人。通常透過一個較大的組織來開展工作，該組織在越南設有某種對應機構。在越南，當地的仲介和媒人也採取了類似的流程。旅行社、經紀人、旅行提供者、官員和口譯員通常也會參與此過程。胡志明市的臺北經濟文化代表處於1999年報告說，他們處理大約250個婚介。

## 成為移民新娘的原因
越南女人去臺灣當新娘的情況很常見。大多數新娘來自越南偏遠農村，其中超過一半的越南女性配偶來自湄公河三角洲地區農村。正如勞務移民中常見的情況一樣，從女性的角度來看，大多數移民婚姻的主要動機是經濟和安全。大多數越南女性來自未償還債務、欠收或家庭成員失業的家庭。婚姻經紀人承諾在海外過著富裕的生活。雖然臺灣男子可能會支付高達10,000美元來安排移民婚姻，但女方家人可能只能拿到100美元，其餘的則由仲介拿走。然而，大多數女性在同意結婚時，都認為她們將能夠在臺灣找到工作，並將錢寄回越南的家人。在一項針對越南原籍家庭的調查中，研究人員詢問結婚移民的父母，為什麼他們的女兒選擇移民到臺灣。前三名的答案是「幫助家庭」（61.6%）、「為了更好的生活」（10.8%）和「讓父母開心」（6.3%）。

## 選擇農工女性配偶的原因
與東南亞女性結婚的臺灣男性通常來自教育程度較低的弱勢群體。雖然臺灣丈夫往往比越南女性配偶受教育程度更高，但他們的教育水平仍然低於臺灣的平均水平。很多時候，一個男人可能比他的移民新娘大十多歲，甚至可能兩到三十歲。70%的越南女性配偶年齡在23歲以下，而超過 80%的臺灣男性配偶年齡超過30歲。從而增加了進入移民婚姻的願望。對許多臺灣男性來說，移民婚姻似乎是解決家庭問題的簡單方法，因為妻子可以充當父母的生育單位、管家和護理師。一項研究顯示，以「家務勞動」為主要職業的女性比例從越南時的16.7%上升到移居臺灣後的 52.4%。從女性結婚的主要動機（「幫助家庭」）可以看出，越南人有強烈的家庭聯繫，顯然服從儒家體系內的父權結構。這項特質受到一些臺灣男性的高度評價，他們認為臺灣女性正開始擺脫父權社會的束縛。因此，與外國女性結婚可能是臺灣男性「重申」古代父權價值觀的一種嘗試。

## 適應臺灣社會文化
由於出身偏遠的農村，越南移民新娘往往對自己在臺灣的生活缺乏基本了解。儘管資源和便利設施有所增加，但移民新娘常常發現很難處理文化和其他問題，包括與丈夫的巨大年齡差距、要求較高的姻親以及語言障礙的困難。儘管臺灣有普通話課程，但許多男性不願意支付此類教育的費用，而其他人似乎更願意讓妻子繼續被語言隔離。

### 在公共和私人領域
在臺灣社會，所有移民新娘常常因其貧困階層、性別地位和婚姻的商品化性質而受到污名化。在國家主流媒體中，她們常常被描繪成「被動的受害者」或「唯物主義的拜金者」，而她們的丈夫則常常被視為在道德和智力上低人一等。移民新娘也被認為適合生育的不合法臺灣公民。 2006年，每100個新生兒中，有12個是移民婚姻的產物。儘管近年來臺灣公職人員越來越多地提倡生育，但2004年，教育部常務次長周燦德對移民的「低素質」表示擔憂，並表示「外籍女性配偶不應該生那麼多孩子」。
對於越南人和其她移民新娘來說，適應自己的家庭也可能非常困難。臺灣男性傾向於將外籍女性配偶視為一種財務投資，並期望透過生育和家務勞動來補償金錢損失。移民新娘往往被期望長時間在家事勞動，不斷地侍奉公公婆婆，並透過生育健康的孩子來證明自己的價值。與大多數父權社會一樣，男孩總是受到優先考慮。如果移民新娘無法懷孕或無法生育男性繼承人，她們就會面臨丈夫與她們離婚的風險，並且經常面臨丈夫及其父母難以忍受的虐待行為。

### 人類免疫缺乏病毒/愛滋病污名化
外籍女性配偶也常被視為臺灣人類免疫缺乏病毒/愛滋病不斷增長的根源之一。儘管外籍女性配偶的感染率在1998年達到頂峰，有1.31%的外籍女性配偶愛滋病毒檢測呈陽性，但臺灣社會常常將外籍女性配偶視為對公共健康的威脅和國家的沉重負擔。任何在臺灣檢測出人類免疫缺乏病毒/愛滋病呈陽性的外國人必須立即離開該國。

### 「臺灣幻滅」
許多外籍女性配偶經歷了所謂的「臺灣幻滅」，由於她們在自己的家庭和整個臺灣社會中的劣勢，她們試圖離婚。 1999年至2000年，移工離婚案件170件。雖然有些離婚的女性配偶回到越南，但有些女性配偶意識到她們已經習慣的一些便利設施對她們來說可能會失去，因此常常留下來並試圖在臺灣找工作。由於她們的教育程度和語言技能較差，這通常會非常困難。離婚時另一個難以應付的問題是，幾乎肯定會失去夫妻共同生育的所有孩子的監護權，因為根據臺灣法律，這些孩子屬於父親。

## 人口販運和虐待問題
由於外籍女性配偶抵達臺灣後往往極度依賴丈夫，因此很容易成為虐待或人口販賣的受害者。儘管許多聲稱極端虐待事件被媒體誇大，但此事並非聞所未聞。許多婦女報告說，她們被丈夫單獨關押，丈夫控製家庭的資金，並經常控制她們的身份證件，以阻止她們長途旅行。臺灣男性經常禁止他們的外國妻子交友或打電話，而外籍女性配偶往往不知道她們可以用來維護自己權利的當地法律。對於那些不會說中華民國國語的人來說，獲得幫助幾乎是不可能的，而且，那些懂中華民國國語的人聲稱地方當局和庇護所將她們視為二等公民，並且經常拒絕傾聽她們的故事。

## 針對移民婚姻做法的法律行動
2000年代，臺灣的外籍女性配偶被大眾視為婚姻經紀或買賣物品的受害者。因此，臺灣政府面臨著解決這個問題的巨大壓力，不僅來自國內媒體，也來自國際社會（例如聯合國），他們將外籍女性配偶現象視為反人口販賣運動的一部分。這導致臺灣政府於2007年修改移民法，禁止跨國商業撮合。修正案規定，只有個人和非營利組織才能提供婚友介紹服務。它也禁止在大眾媒體上宣傳這些服務。
結果，數百家註冊經紀公司被關閉，截至2015年，臺灣僅有約40家經營非營利跨國婚介組織。這不一定能解決問題，因為這些非營利組織中有許多是原來的商業經紀人，只是改變了名稱和服務收費方式。
2020年，一名越南男子發布了幾張越南女性的照片，目的是為了與潛在配偶約會。照片的描述包括這些女性的年齡和婚姻狀況。因違反入出國及移民法，被中華民國出入境管理署罰款新臺幣10萬元。
2007年4月初，胡志明市警方搗毀了一個婚介團夥，逮捕了兩名涉嫌婚姻經紀人的人。隨後對一處房屋的搜查發現了100多名正在尋找丈夫的女性。

## 幫助外籍配偶的組織
針對外籍配偶面臨的上述問題，地方政府設立了外籍配偶家庭服務中心，為外籍配偶提供協助。他們的目的是提供一般協助，並幫助外籍配偶與相關當局取得聯繫。政府的計畫是在每個城鎮至少設立一個中心，但迄今為止尚未實現，因為據稱缺乏合格的機構來支持這些中心。
同時，臺灣也成立了國家資助的非營利組織。他們的目標是幫助這些婦女適應新的生活。工作人員都是當地人，他們促進了婦女與政府之間更輕鬆的資訊交流。他們也管理外籍配偶家庭服務中心並將其設置到當地社區。此外，還定期舉辦工作坊和「外籍配偶生活適應班」，讓他們了解臺灣文化。為了讓外籍女性配偶能夠更好地與新家庭成員溝通，並幫助孩子學習或尋找新工作，提供普通話和台語課程。此外，還組織了「多元文化」工作坊和社交活動，使婦女有機會與當地人分享其部份文化。女性配偶們有機會參加舞蹈表演、美食展覽，或在學校為當地孩子們演講。這些活動一方面幫助女性融入當地人，但另一方面也讓更多人注意到她們的「差異」，從而拉大了臺灣人與她們之間的差距。
例如，臺北市的賽珍珠基金會自1997年以來致力於幫助臺灣的外籍女性配偶及其子女。2022年，基金會成員和其他贊助商組織了「新居民市場2.0」。活動的目的是當地人和外籍女性配偶之間的文化交流，她們有機會向當地人介紹自己祖國的文化，包括正宗的異國美食和產品。